# 劉懿 (漢獻帝子)
刘懿（？—？），東漢献帝的儿子，生母不详。

## 生平
建安十七年（212年）九月廿一，汉献帝封刘懿为山阳王，劉邈为济北王，劉敦为东海王。他们的下落史书无记载。